# Кокоткин, Григорий Владимирович
Григорий Владимирович Кокоткин (род. 16 апреля 1987, Воронеж, РСФСР, СССР) — российский актёр театра и кино, режиссёр.

## Биография
Родился 16 апреля 1987 года. Учился в гимназии № 8 города Воронежа. В юности увлекался спортом. В 2008 году закончил ВГПГК по специальности киномеханик и в этом же году поступил на актёрский факультет ВГИКа (мастерская А. Я. Михайлова). В 2011 году начал пробовать себя как режиссёр. Поставил спектакль «Рядовые» по одноимённой пьесе Алексея Дударева. В 2012 году окончил ВГИК с красным дипломом. В 2012 году поступил на Высшие курсы сценаристов и режиссёров (мастерская Аллы Суриковой и Владимира Фокина) по специальности режиссёр игрового кино.
В 2014 году начал сниматься в ситкоме «Универ. Новая общага» в роли Алексея Киселёва (Кисель).
С 2014 года осуществляет преподавательскую деятельность по актёрскому мастерству.
С 2018 года является художественным руководителем Государственного бюджетного учреждения культуры города Москвы "Культурный центр «Зодчие».
В 2020 году стал членом жюри фестиваля «Музыкантофф» по направлению актёрское мастерство.

## Фильмография
| Год       |     | Название                            | Роль                        |
| --------- | --- | ----------------------------------- | --------------------------- |
| 2009-2013 | с   | Понять. Простить.                   | эпизоды                     |
| 2009      | с   | Спальный район                      | друг Филиппа                |
| 2010      | к/ф | Два выстрела                        | Александр                   |
| 2010      | к/ф | Служить и защищать                  | мл.сержант Симонов          |
| 2010      | с   | Здесь кто-то есть                   | Сергей                      |
| 2010      | к/ф | Был у меня друг                     | Сергей Вараксин             |
| 2011-2014 | с   | След                                | эпизоды                     |
| 2011      | к/ф | Замок эльфов                        | прапорщик                   |
| 2012      | с   | Москва три вокзала 5                | Артем                       |
| 2012      | с   | УГРО 4                              | Дохлый                      |
| 2012      | с   | Дикий 4                             | Игнатенко                   |
| 2013      | с   | Мент в законе 7                     | Дима Лавров                 |
| 2013      | с   | Карпов 2                            | Серый                       |
| 2013      | с   | Дело врачей                         | Костя Минин                 |
| 2013      | с   | Розыск 3                            | киллер                      |
| 2013      | к/ф | Радуга                              | Андрей                      |
| 2014-2018 | с   | Универ. Новая общага                | Алексей Киселев (Кисель)    |
| 2014      | с   | Академия                            | Вадик                       |
| 2014      | с   | Кодекс чести 7                      | Кирилл                      |
| 2014      | с   | Пропавшие. Последняя надежда        | Михаил                      |
| 2014      | с   | Тайный город 3                      | Мурад                       |
| 2014      | с   | Беспокойный участок 2               | дембель Паха                |
| 2014      | с   | Измены                              | таксист                     |
| 2014      | с   | Меч 2                               | полицейский                 |
| 2014      | с   | Такая порода                        | Дима                        |
| 2015      | с   | Любопытная Варвара 3                | Артур                       |
| 2016      | с   | Жизнь после жизни (Небеса подождут) | Святослав Поляков, водитель |
| 2017      | ф   | Голова. Два уха.                    | Вадим                       |
| 2021      | с   | Вампиры средней полосы              | хранитель                   |
| 2020      | с   | Сториз                              | персонажи в сериях          |
| 2022      | с   | Мажор 4                             | оперативник                 |
| 2023      | с   | Я любила мужа                       | полицейский                 |
| 2024      | с   | Красный 5                           | полицейский                 |
| 2025      | с   | Универ. Молодые                     | Алексей Киселев (Кисель)    |

## Награды
- Премия «Золотой лист» за лучшую мужскую роль в спектакле «В поисках радости», реж. Е. Б. Арькова, 2012 год[4].